# Nenávist (povídka)
Nenávist (anglicky Hate) je sci-fi povídka britského spisovatele Arthura C. Clarka, která vyšla v ČR ve sbírce Zkazky z planety Země (Knižní klub 1996 a Baronet 1996, 2011) a ve sbírce Povídky z deseti světů (Baronet, 2007). Je rozdělena do 4 částí.
V angličtině vyšla mj. ve sbírce Tales of Ten Worlds.
Tématem pochmurné povídky je životní příběh maďarského vyhnance Tibora Szabo, který musel uprchnout z vlasti a uchýlil se v Pacifiku na loď pro lov perlorodek. Mučí jej nenávist ke všemu sovětskému a jednoho dne se mu naskytne příležitost pro osobní pomstu, ve kterou už přestával věřit.

## Historie povídky
V únoru 1960 požádal filmový producent William MacQuitty Arthura C. Clarka o námět na film Moře a hvězdy. Film realizován nebyl a spisovatel myšlenku rozvinul do povídky, kterou otiskl časopis If v listopadu 1961 pod novým názvem Na konci oběžné dráhy (anglicky At the End of Orbit). A. C. Clarke preferoval původní název Nenávist, neboť byl podle něj údernější. Pod tímto názvem se povídka vyskytuje ve sbírkách.

## Příběh
I.
Nad Novou Guineou padá v noci planoucí meteor. Z paluby lodi jej pozoruje Joey, zatímco v kajutě spí neklidným spánkem Tibor Szabo, maďarský vystěhovalec a potápěč. Meteor za sebou zanechává ohnivou stopu a po chvíli zmizí za obzorem.
Ráno se posádka lodi Arafura vydává na moře za svou obživou - lovem mušlí. Nick, řecký kapitán ji směruje do bohatého pole perlorodek. Pod hladinu se vydává trojice mužů - hlavní potápěč Billy pracuje pod zádí, pod přídí operuje druhý potápěč Tibor a uprostřed je rajón Stephena - poměrně nezkušeného nováčka. Hlavní nebezpečí nepředstavují žraloci či chobotnice, ale zamotané vzduchové hadice a bezpečnostní lana. Tibor již viděl smrtelný zápas svého přítele, když se mu vzduchová hadice namotala do lodního šroubu.
Je klidný, moře ho ukolébává, vtom se před ním bez varování objeví jeho soukromá noční můra.
II.
Tibor nenávidí pavouky a v moři žije krabovité stvoření velké jako člověk, jež se suchozemským pavoukovcům nápadně podobá. Lekne se a vzápětí zatahá za lano, což je pokyn pro Blanca na palubě, aby jej ihned vytáhl nahoru. Ještě se celý třese, ale nechce kolegům prozradit svou slabost. Navíc si cestou nahoru uvědomil, že šlo o absurdní omyl. Na dně moře se nachází jakýsi vrak, z něhož trčí dráty a tyče.
Posádka se rozhodne vrak prozkoumat a podle toho se rozhodne, co dál. Může z něho být nějaký zisk.
Tibor jde opět pod hladinu a rychle uhodne, co má před sebou. To, co spatřil v noci Joey, nebyl meteor, ale Sputnik - pýcha sovětské vědy. Přiblíží se a poklepe na kovový plášť umělé družice. Odpoví mu série zoufalého klepání. Uvnitř je uvězněný kosmonaut! Tibor nemůže uvěřit, do jaké situace se dostal. Jeho nenávist proti abstraktnímu pojmu dostává najednou konkrétní cíl.
III.
Po vynoření oznamuje kapitánovi Nickovi svůj objev. Nick probírá v mysli eventuality a nakonec rozhodne, že se pokusí Sputnik dopravit ke břehu. Nikdo z potápěčů nechce riskovat a tak se Tibor sám spouští potřetí do vln oceánu. Je rád, alespoň nebude mít svědky.
Na dně sděluje ruskému kosmonautovi pomocí signálů, co se bude dít. Když se opře skafandrem o kovový trup umélého kosmického tělesa, kosmonaut dokáže zachytit většinu slov, i když sám nemůže odpovědět jinak než sérií ťukání. Na informaci o zásobě vzduchu v kabině (pouhých 5 hodin) Tibor kosmonautovi v afektu sdělí, že se loď sice pokusí družici dopravit ke břehu, ale on se živý ven nedostane, protože nařízl lano. Bude to Tiborova pomsta za smrt bratra Thea, která konečně zažene démony toužící po krvi. Ťukání z kabiny ustane. Tibora výlev emocí vyčerpá. Někde hluboko uvnitř cítí, že to nejsou Rusové, koho tolik nenávidí. Skutečným objektem spalující nenávisti je on sám, neboť i on měl podíl na smrti svých krajanů, když jako oddaný komunista věřil propagandě a odhaloval „zrádce režimu“ mezi maďarskými občany.
IV.
Situace se vyvíjí podle Tiborova plánu, loď sice chvíli vleče družici, ale nařízlé lano nevydrží a utrhne se. Szabo se opět ponoří a trvá mu 20 minut, než Sputnik nalezne. Znovu jej uchytí do lan a Arafura po jisté časové prodlevě pokračuje v plavbě k ostrovu.
Umělá družice je vytažena na pláž a Nick zjistí, že Sputnik má po straně dveře. Podívá se na Tibora, ale ten se jeho pohledu vyhne. Nickovi se podaří dveře otevřít a vejde dovnitř. Když vyleze ven, jeho jindy tvrdý obličej je zsinalý. Nick drží v náruči mrtvou drobnou dívku, která musela prokázat obrovskou vytrvalost a nezdolnost, když byla vybrána do kosmického programu.
Tibor pochopí, za jakou cenu se pomstil. Je vinen smrtí této krásné dívky. Nick se dívá na kotouček magnetofonové pásky, který vykroutil ze sevření mrtvé kosmonautky. Je na něm zaznamenán podmořský monolog - nesmyslný rozsudek smrti vyřčený mužem, jehož život ovládla nenávist.
| „                             | V téhle chvíli, kdy nebyl schopen vůbec žádného pocitu, nemohl tušit, že se Fúrie teprve slétají na jeho duši – a že už brzo bude celý svět naslouchat obviňujícímu hlasu ze záhrobí, který ho ocejchuje neodvratněji než kteréhokoli člověka od dob Kainových. | “ |
| — Arthur C. Clarke - Nenávist | |   |

## Postavy

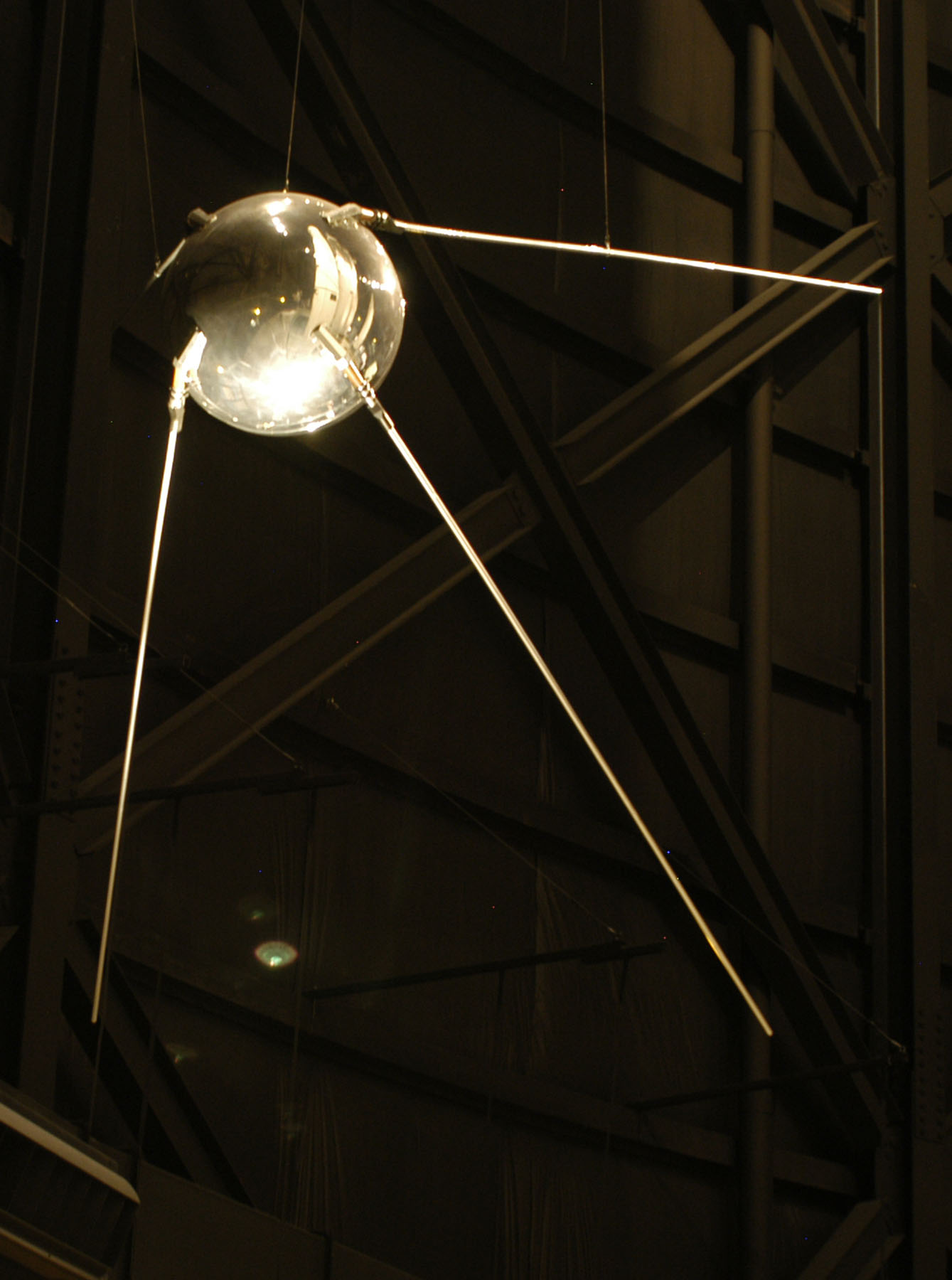
Sputnik 1

- Billy - člen posádky na lodi Arafura, hlavní potápěč.
- Blanco - člen posádky na lodi Arafura, během potápění zajišťuje Tibora.
- Joey - člen posádky na lodi Arafura, v noci spatří pád neznámého meteoru.
- Nick - řecký kapitán lodi Arafura pro lov perlorodek.
- Stephen - člen posádky na lodi Arafura, potápěč číslo 3.
- Theo - bratr Tibora Szabo, zemřel v minovém poli.
- Tibor Szabo - potápěč číslo 2, maďarský vyhnanec po sovětské invazi v roce 1956.